# فريدريك مود
فريدريك مود (28 فبراير 1857 - 9 فبراير 1923) (بالإنجليزية: Frederick Maude)‏ هو لاعب كريكت بريطاني.